# Маршић
Маршић је насељено место града Крагујевца у Шумадијском округу. Према попису из 2022. има 268 становника (према попису из 2011. било је 267 становника).  Насеље је основано 1795. године. Под њивама се налази 233,01 ha, воћњацима 29,83 ha, виноградима 1,36 ha, ливадама 12,99 ha, пашњацима 13,32 ha док остало земљиште заузима 0,18 ha.
Овде се налази ОШ „19. октобар” Маршић.

## Границе насеља
Садашње границе насељеног места Маршић су много мање него пре, наиме 1991. године урбани део насеља (поред старог пута за Баточину) се одлуком Скупштине општине Крагујевац припаја насељу Крагујевац, док као самостално насеље остаје само део познат и као Маршић село.
Ово некада јединствено насеље данас чини једну месну заједницу чија је површина 932 ha.
Број становника по пописима некадашњег јединственог насеља:
- 1948. године: 1.015 становника
- 1953. године: 1.002 становника
- 1961. године: 1.065 становника
- 1971. године: 1.124 становника
- 1981. године: 1.353 становника
- 1991. године: 1.886 становника (месна заједница)
- 2002. године: 2.573 становника (месна заједница)
- 2008. године¹: 2.694 становника (месна заједница)

¹-проспект Скупштине Града Крагујевца из фебруара 2008. године

## Демографија
У насељу Маршић живи 233 пунолетна становника, а просечна старост становништва износи 39,3 година (38,0 код мушкараца и 40,6 код жена). У насељу има 110 домаћинстава, а просечан број чланова по домаћинству је 2,67.
Ово насеље је великим делом насељено Србима (према попису из 2002. године).
|             | \| Демографија[2] \| Демографија[2] \| Демографија[2] \| \| Година \| Становника \| Становника \| \| -------------- \| -------------- \| -------------- \| \| 1948. \| 162 \| \| \| 1953. \| 160 \| \| \| 1961. \| 170 \| \| \| 1971. \| 180 \| \| \| 1981. \| 217 \| \| \| 1991. \| 299 \| 294 \| \| 2002. \| 294 \| 298 \| \| 2011. \| 267 \| \| |            |
| Демографија | |            |
| Година      | Становника | Становника |
| 1948.       | 162 |            |
| 1953.       | 160 |            |
| 1961.       | 170 |            |
| 1971.       | 180 |            |
| 1981.       | 217 |            |
| 1991.       | 299 | 294        |
| 2002.       | 294 | 298        |
| 2011.       | 267 |            |

| Етнички састав према попису из 2002.‍ | Етнички састав према попису из 2002.‍ | Етнички састав према попису из 2002.‍ | Етнички састав према попису из 2002.‍ | Етнички састав према попису из 2002.‍ |
| ------------------------------------ | ------------------------------------ | ------------------------------------ | ------------------------------------ | ------------------------------------ |
|                                      |                                      |                                      |                                      |                                      |
| Срби                                 | Срби                                 |                                      | 290                                  | 98,63%                               |
| Црногорци                            | Црногорци                            |                                      | 4                                    | 1,36%                                |
| непознато                            | непознато                            |                                      | 0                                    | 0,0%                                 |

| Година пописа     | 1948. | 1953. | 1961. | 1971. | 1981. | 1991. | 2002. |
| ----------------- | ----- | ----- | ----- | ----- | ----- | ----- | ----- |
| Број домаћинстава | 40    | 40    | 47    | 52    | 65    | 97    | 110   |

| Број чланова      | 1  | 2  | 3  | 4  | 5 | 6 | 7 | 8 | 9 | 10 и више | Просек |
| ----------------- | -- | -- | -- | -- | - | - | - | - | - | --------- | ------ |
| Број домаћинстава | 24 | 36 | 14 | 28 | 7 | 0 | 0 | 0 | 1 | 0         | 2,67   |

| Пол    | Укупно | Неожењен/Неудата | Ожењен/Удата | Удовац/Удовица | Разведен/Разведена | Непознато |
| ------ | ------ | ---------------- | ------------ | -------------- | ------------------ | --------- |
| Мушки  | 115    | 23               | 84           | 6              | 2                  | 0         |
| Женски | 128    | 21               | 80           | 20             | 7                  | 0         |
| УКУПНО | 243    | 44               | 164          | 26             | 9                  | 0         |

| Пол    | Укупно                    | Пољопривреда, лов и шумарство | Рибарство                            | Вађење руде и камена | Прерађивачка индустрија       |
| ------ | ------------------------- | ----------------------------- | ------------------------------------ | -------------------- | ----------------------------- |
| Мушки  | 60                        | 7                             | 0                                    | 0                    | 28                            |
| Женски | 32                        | 1                             | 0                                    | 0                    | 17                            |
| УКУПНО | 92                        | 8                             | 0                                    | 0                    | 45                            |
| Пол    | Производња и снабдевање   | Грађевинарство                | Трговина                             | Хотели и ресторани   | Саобраћај, складиштење и везе |
| Мушки  | 1                         | 0                             | 4                                    | 0                    | 1                             |
| Женски | 0                         | 0                             | 3                                    | 0                    | 0                             |
| УКУПНО | 1                         | 0                             | 7                                    | 0                    | 1                             |
| Пол    | Финансијско посредовање   | Некретнине                    | Државна управа и одбрана             | Образовање           | Здравствени и социјални рад   |
| Мушки  | 0                         | 0                             | 5                                    | 9                    | 0                             |
| Женски | 0                         | 0                             | 2                                    | 5                    | 2                             |
| УКУПНО | 0                         | 0                             | 7                                    | 14                   | 2                             |
| Пол    | Остале услужне активности | Приватна домаћинства          | Екстериторијалне организације и тела | Непознато            | Непознато                     |
| Мушки  | 0                         | 0                             | 0                                    | 5                    | 5                             |
| Женски | 0                         | 0                             | 0                                    | 2                    | 2                             |
| УКУПНО | 0                         | 0                             | 0                                    | 7                    | 7                             |